# (4369) Seifert
(4369) Seifert est un astéroïde de la ceinture principale.

## Description
(4369) Seifert est un astéroïde de la ceinture principale. Il fut découvert le 30 juillet 1982 à l'observatoire Kleť par Ladislav Brožek. Il présente une orbite caractérisée par un demi-grand axe de 2,61 UA, une excentricité de 0,25 et une inclinaison de 11,8° par rapport à l'écliptique.

## Compléments